# 文瑞 (山東總兵)
文瑞，清朝軍事將領。
筆帖式出身。咸豐元年，任藍翎侍衛。咸豐三年，升任三等侍衛。咸豐九年，升任二等侍衛。同治元年，署理保定營參將、兼署督標中軍副將、委署大沽協副將。同治三年，任天津鎮總兵，署理天津鎮篆務。同治六年，任天津練軍翼長。次年，改天津洋槍隊全營翼長。同治九年，任天津機器局提調。光緒五年，兼管水雷學堂事務。光緒九年，會辦北洋水師船塢事宜。光緒十二年，任山東兗州鎮總兵。